# Parteneriatul Estic

Statele Parteneriatului Estic, marcate în verde

Parteneriatul Estic este un acord de asociere pe care Uniunea Europeană l-a încheiat cu Armenia, Azerbaidjan, Georgia, Republica Moldova, Ucraina și Belarus.
Acest proiect a fost inițiat de Polonia și Suedia în 2008. Primul summit a avut loc la data de 7 mai 2009 la Praga.
În decembrie 2010 Banca Europeană de Investiții a creat Fondul Fiduciar de Asistență Tehnică pentru Țările Parteneriatului Tehnic (EPTATF). Acesta include Programul de Stagii al Parteneriatului Estic care admite aplicanți din statele membre. (Armenia, Azerbaijan, Georgia, R. Moldova, Ucraina).

## Istorie
Parteneriatul Estic complementează Dimensiunea Nordică și Uniunea pentru Mediterană prin conferirea unui for instituționalizat pentru a discuta acorduri privind regimul vizelor, acorduri de liber schimb, și acorduri de parteneriat strategic cu vecinii estici ai Uniunii Europene, evitând în același timp subiectul sensibil al aderării. Spațiul geografic acoperit cuprinde: Armenia, Azerbaijan, Belarus, Georgia, Moldova și Ucraina. Spre deosebire de Uniunea pentru Mediterană, Parteneriatul Estic nu are propriul său secretariat, ci este controlat direct de Comisia Europeană. 
Parteneriatul a fost discutat în Consiliul European la data de 20 iunie 2008. Cehia a susținut această propunere, în timp ce România și Bulgaria s-au temut că Forul Mării Negre pentru Parteneriat și Dialog și Organizația Cooperării Economice a Mării Negre ar putea fi subestimate. 
Germania, Franța și celelalte state occidentale nu au fost prea fericite cu ideea că Parteneriatul Estic ar putea fi văzut ca o piatră de temelie pentru calitatea de membru (în special pentru Ucraina), în timp ce celelalte state estice au primit această idee. Parteneriatul Estic a fost oficial lansat când Cehia a invitat cele șase state membre ale inițiativei.
Parteneriatul estic a fost lansat oficial în mai 2009, când Republica Cehă i-a invitat pe liderii celor șase membri ai inițiativei. Între timp, Germania a participat la summit pentru a-și da semnalul de alarmă cu privire la situația economică din est. Rusia a acuzat UE că încearcă să sculpteze o nouă sferă de influență, pe care UE a negat-o, afirmând că „răspund la cerințele acestor țări ... și realitatea economică este că cea mai mare parte a comerțului lor se face cu UE ".

## Membrii
Parteneriatul Estic conține foste state ale Uniunii Sovietice: Armenia, Azerbaijan, Belarus, Georgia, Republica Moldova, Ucraina și Uniunea Europeană. Au fost discuții privind faptul de a include sau nu Belarusul, deaorece Uniunea Europeană consideră regimul a fi dictatură. Belarusul a fost invitat să participe în cele din urmă, chiar dacă Rusia îl influența foarte mult.
Pe 30 septembrie 2011, Belarusul „a ieșit” temporar din parteneriat acauzând încălcarea principiilor fondatoare. După trei zile, Ministrul de Externe, Sergei Martynov, a anunțat revenirea la parteneriat.
Membri UE
| - Austria - Belgia - Bulgaria - Croația - Cipru - Cehia - Danemarca | - Estonia - Finlanda - Franța - Germania - Grecia - Ungaria - Irlanda | - Italia - Letonia - Lituania - Luxemburg - Malta - Țările de Jos - Polonia | - Portugalia - România - Slovacia - Slovenia - Spania - Suedia |

Membri non-UE
- Armenia
- Azerbaijan
- Belarus
- Georgia
- Moldova
- Ucraina

## Critică
Deși Parteneriatul estic a fost inaugurat la 7 mai 2009, cercetările academice care analizează critic politica au devenit disponibile până la începutul anului 2010, cu rezultatele unui proiect de cercetare din Marea Britanie, finanțat de Consiliul de cercetare economică și socială, care examinează relațiile UE cu trei state membre ale parteneriatului estic. , Belarus, Ucraina și Moldova observă atât dileme conceptuale, cât și empirice.  În primul rând, din punct de vedere conceptual, UE are o conștientizare uniformă limitată a ceea ce încearcă să promoveze în vecinătatea sa estică sub egida „valorilor comune”, „normelor colective” și „proprietatea comună”. În al doilea rând, empiric, UE pare să favorizeze o abordare de guvernanță „de sus în jos” (bazată pe transferul de reguli / norme și condiționalitate) în relațiile sale cu persoanele din afară, ceea ce este în mod clar în contradicție cu o idee voluntară de „parteneriat” și limitează în mod explicit aportul „celuilalt” în procesul de reformă. 